# 伊藤百合南
伊藤 百合南（いとう ゆりな、1988年7月22日 - ）は、神奈川県出身のグラビアアイドル。元オフィスシャルム所属。

## 来歴
16歳近くまで続けていたモダンバレエを辞めた後、街でスカウトを受けて芸能界入り。主な仕事はグラビアだが、バレエで鍛えた肢体やポージングを見せた。
当初の芸名は伊藤 ゆりなだったが、現在は前述の漢字名義。2006年からはアイドルユニット・ピュアリティーズに加入する。将来の目標は連ドラに出演すること。
趣味は料理、特技は8年間のキャリアを持つモダンバレエ。
体調不良により2007年5月から芸能活動及びブログの更新を停止。同年6月、所属事務所との所属契約を解除した。
2010年、NASAエンターテインメントに所属し、菜月理子として活動を再開。

## 出演

### 舞台
- 101匹萌えタン（2006年）主演 笹塚恵美役

### Vシネマ
- グラドルヒロイン危機一髪!!ドラゴンエンジェル－功龍拳（2007年）主演 伏波龍美役
- グラドルヒロイン危機一髪!!ドラゴンエンジェル－双虎拳（2007年）主演 伏波龍美役

### CM
- 横浜第一高等学校
- ウェアハウス

## ビデオ・DVD
- 17歳のレッスン（2006年、あじぱらエンターテインメント）
- Meet the Girl 9 〜水着deデートしてあげる〜（2006年、シーズ・ファクトリー）
- GO!! GO!! 清純スクールファイブ（2006年、日本メディアサプライ）
- 現役女子高生グラビア vol.1（アイマックス、2009年）- 山川ひろみ、種田ちえりとのオムニバス出演